# Casa Mínima

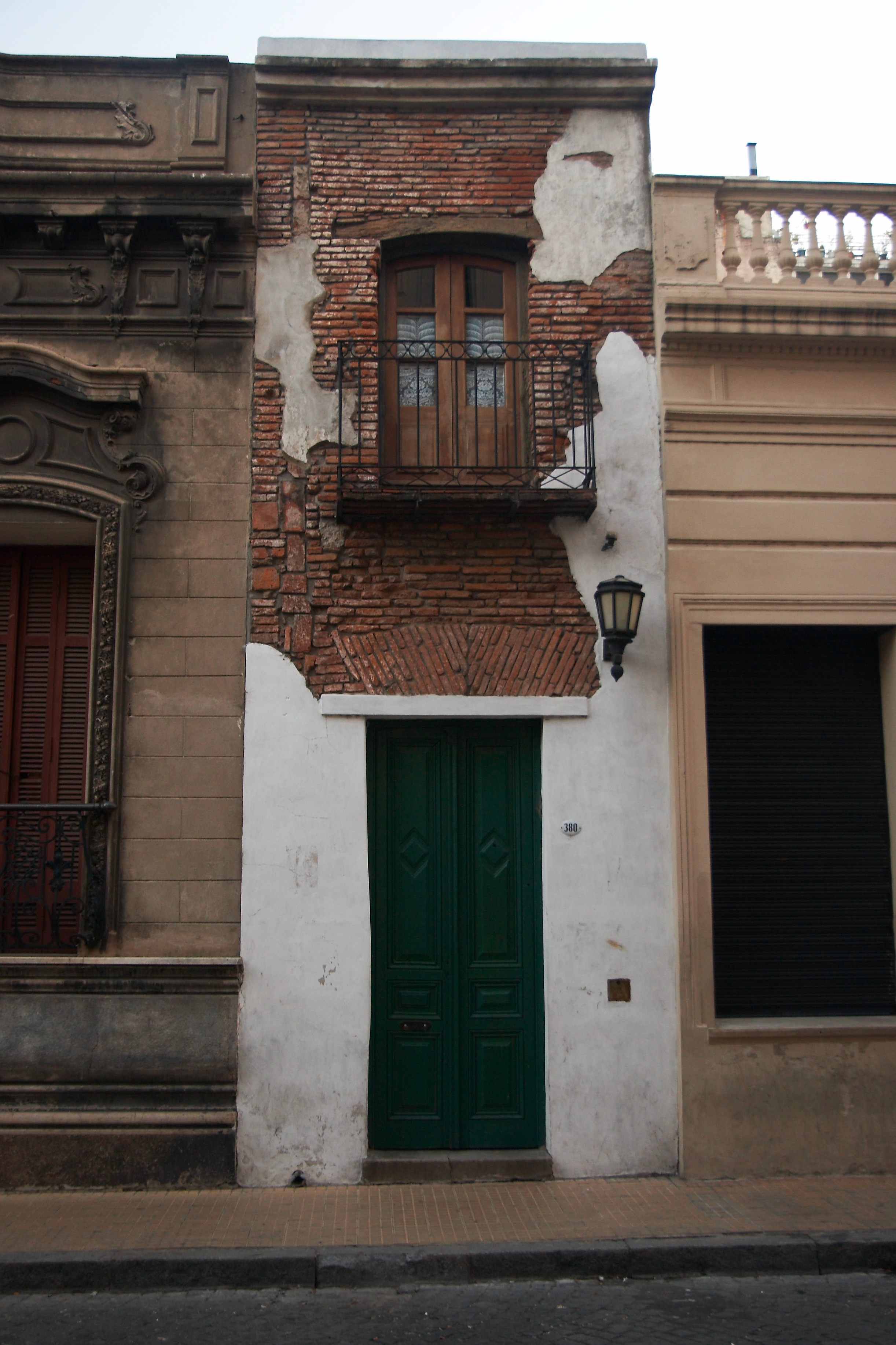
Vista de la casa mínima.

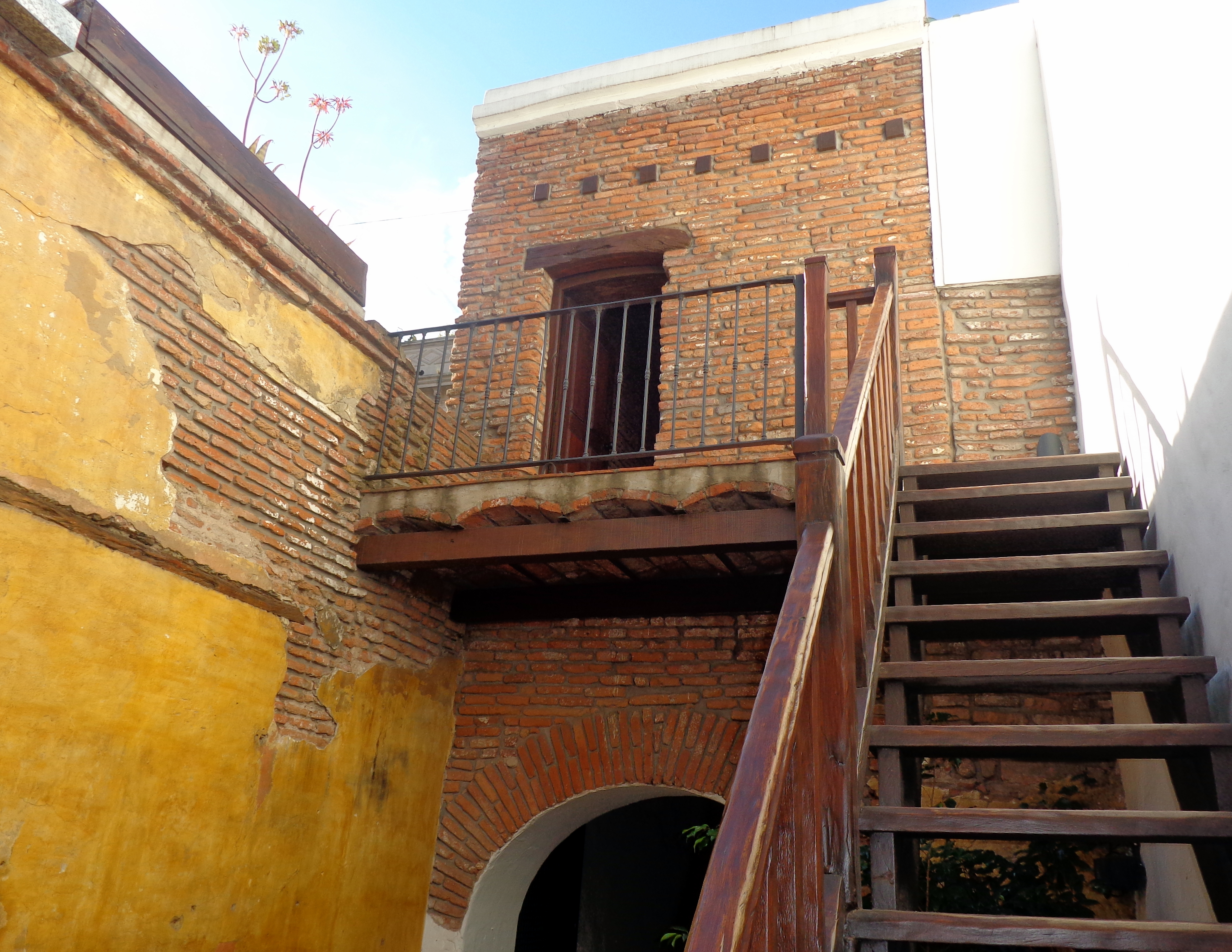
Piso superior, desde el patio.

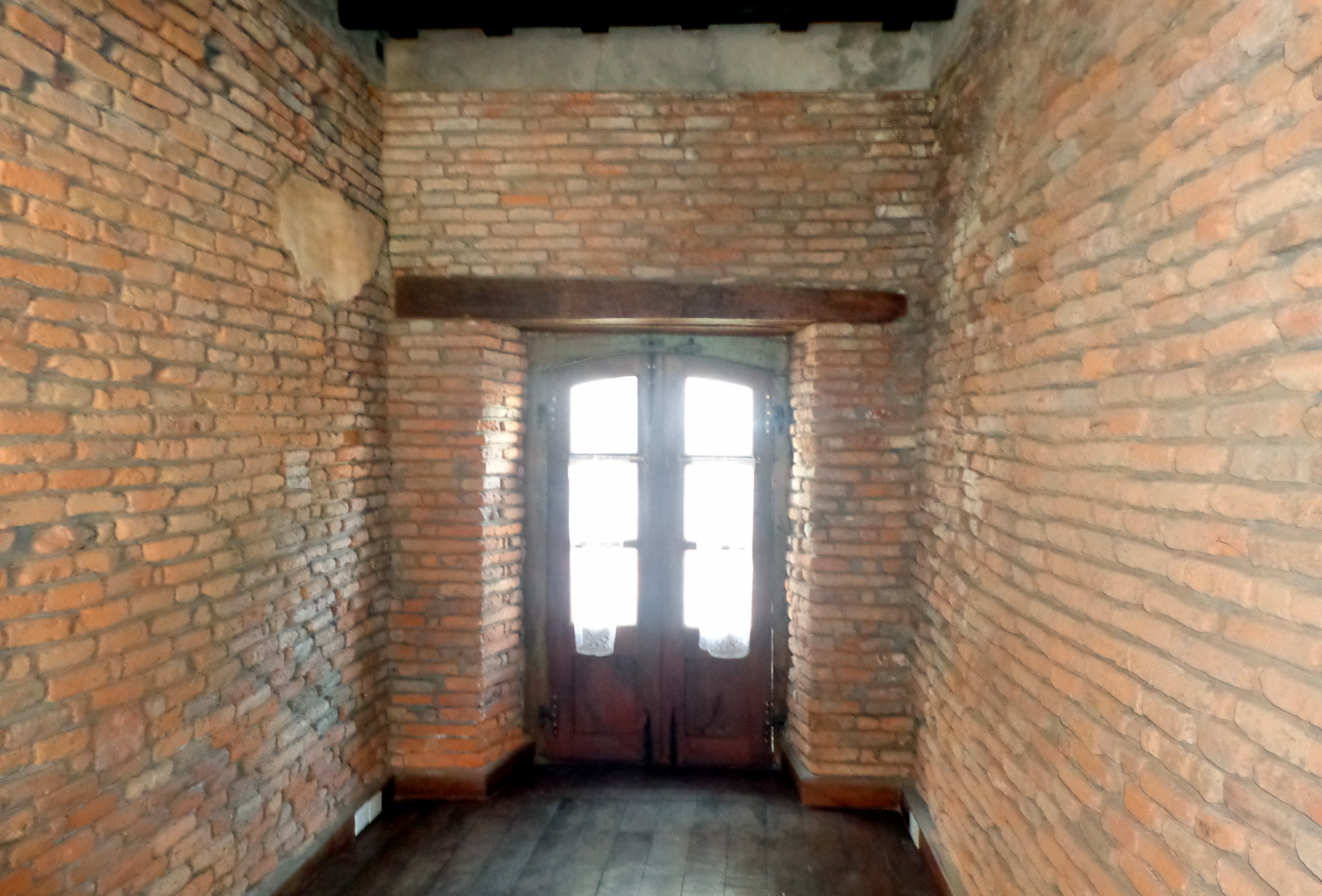
Ventana de arriba, desde adentro.

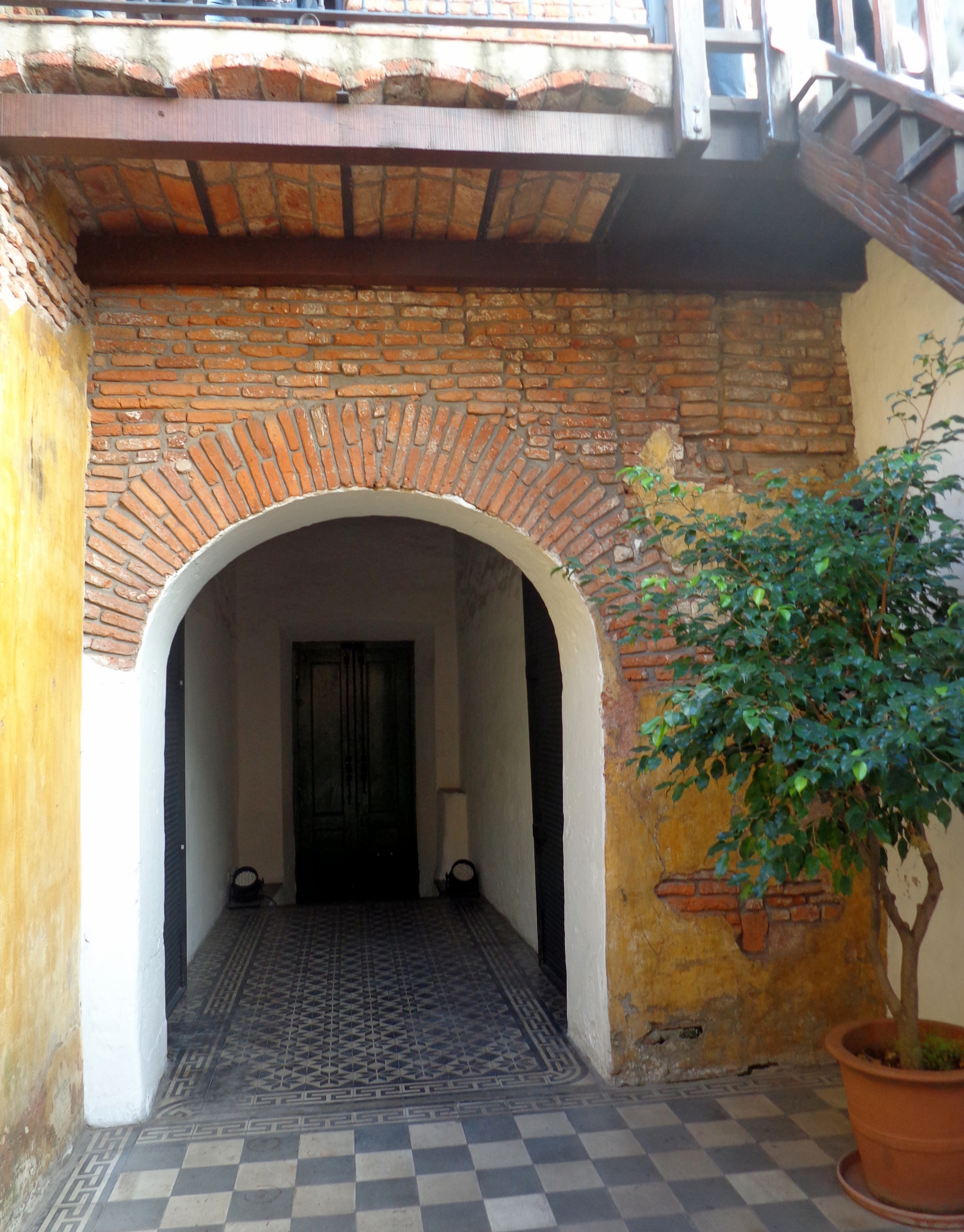
Entrada, desde adentro.

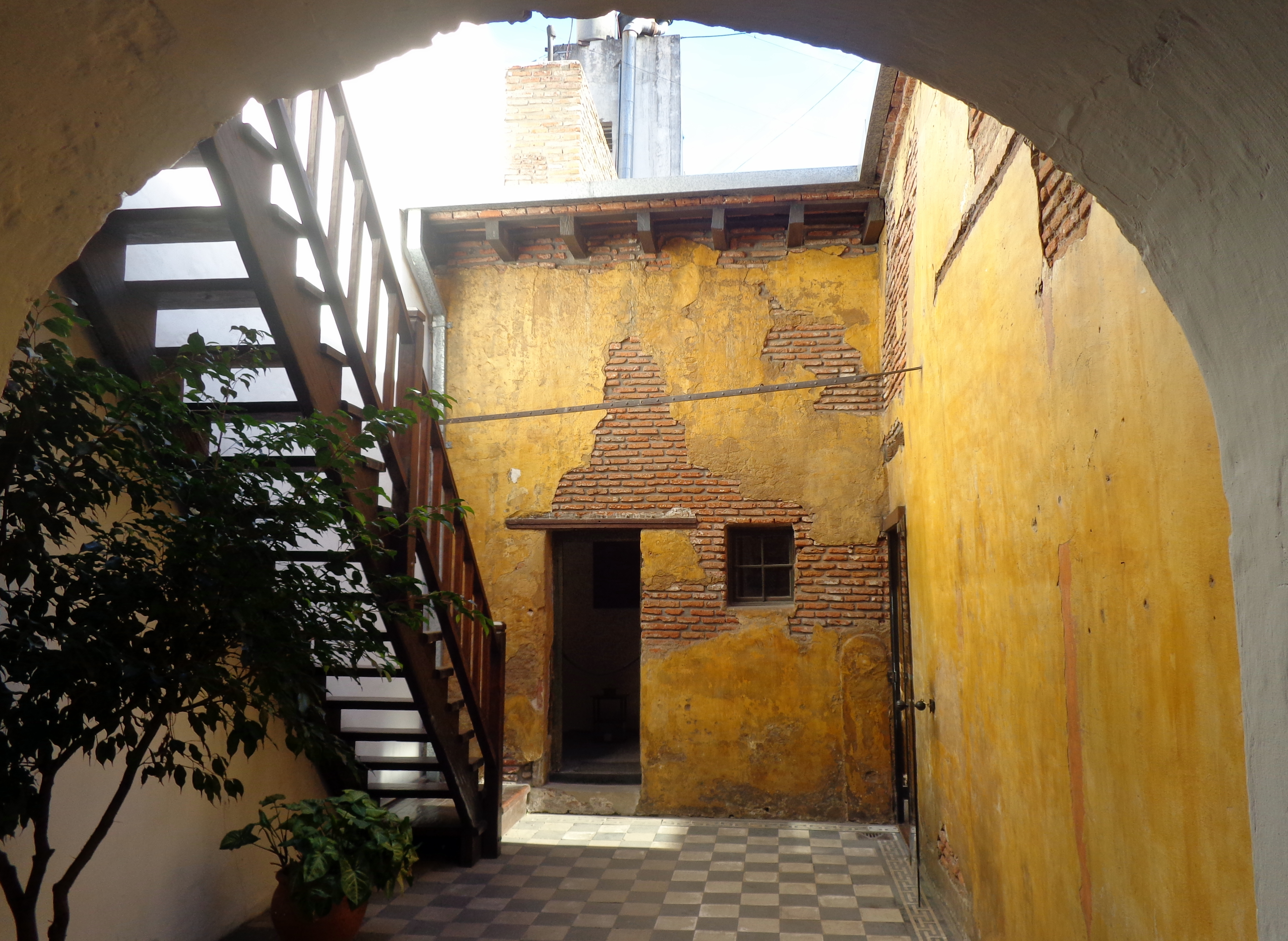
Patio.

En la ciudad de Buenos Aires, Argentina se conoce como la Casa Mínima a una vivienda ubicada en el número 380 del Pasaje San Lorenzo, barrio de San Telmo. Con sólo 3,27 metros de ancho y 13 metros de profundidad, tiene la particularidad de ser la más angosta de la ciudad.
Tiene una fachada exterior lisa, con una pequeña entrada y una puerta pintada de verde atravesada por una cerradura de hierro. Mantiene sus paredes de barro cocido y otros elementos originales.En la planta superior asoma un balconcito con barrotes verticales de hierro, desde donde se esconde una ventana de dos hojas simétricas y dos cortinas iguales pliegue a pliegue. Por sobre la cornisa aparecen algunas plantas que dejan ver los cimientos a través de los viejos y descascarados materiales.
En el barrio de San Telmo es frecuente escuchar leyendas e historias sobre las casas y calles, siendo la casa mínima parte de una de ellas: En el Buenos Aires de la primera mitad del siglo XIX la cantidad de esclavos negros era realmente importante (sobre 800 000 habitantes en 1850, 110 000 eran mulatos y 20 000 negros); al declarar la libertad de vientres y abolir la esclavitud, todos estos esclavos debieron buscar un lugar donde vivir, por lo que resultaba frecuente que sus antiguos amos les proporcionaran pequeños terrenos para que levantaran sus casas. La leyenda del barrio dice que un esclavo de Urquiza, al ser liberado recibió esta pequeña casa en 1813.
Diego M. Zigotto lo plantea de la siguiente manera: "La historia, recogida por más de una guía turística y páginas de internet dice que fue construida en 1813, cuando la Asamblea Constituyente dictó la libertad de vientres. Sin embargo, la esclavitud no se abolió hasta 1853, y por lo tanto la casa no puede haber pertenecido a ningún «esclavo liberto» de 1813."
El arquitecto José María Peña, director del Museo de la Ciudad, condujo una investigación en la que encontró en un catastro de 1860 (donde se señalan las dimensiones de los lotes) que el terreno perteneciente a la casa mínima era una propiedad que tenía 16 metros de frente con 17 de fondo. Es por esto que Peña tiende a pensar que en sucesivas divisiones del terreno quedó un lote de menos de 2 metros y medio de ancho, en el que hoy sobrevive la casa mínima.
En los años 1990, la propiedad fue comprada por el director de El Zanjón Granados, una de las obras arqueológicas más importantes de Buenos Aires descubierto a mediados de la década del 80. Se trata de un sistema de túneles debajo de la manzana donde se pueden ver los restos de uno de los arroyos que desembocaban en el Río de la Plata.

## Descripción del poeta Baldomero Fernández Moreno
Baldomero Fernández Moreno describió su frente como
....“una fachada lisa, con una puerta a dos hojas en el medio pintada de verde con cerradura y falleba de hierro, el número en alto, como una flor en la solapa. 
Es de dos plantas exactamente sobre la puerta hay un balconcito con barrotes verticales de hierro, detrás de la ventana de dos hojas se pueden ver dos cortinillas tejidas al crochet, producto de manos artesanales, a un lado del balcón un gran cacharro con geranios rojos, al otro lado otro cacharro con geranios rojos y en el intermedio cuatro macetitas con flores de multicolores. Y luego la cornisa, un repulgo de argamasa. La casa se prolonga hacia atrás pero, parece sola, con esa habitación, con esa celda”... 